# H.265
Високоефективне кодування відео H.265 (англ. High Efficiency Video Coding або HEVC) — сучасний стандарт стиснення відео, який розглядається як наступник нині популярного H.264, затверджений Міжнародним союзом електрозв'язку (МСЕ) в кінці січня 2013 року. H.265 розробляється спільно двома групами експертів — ISO/IEC Moving Picture Experts Group (MPEG) та ITU-T Video Coding Experts Group (VCEG) як стандарти ISO/IEC 23008-2 MPEG-H Part 2 та ITU-T H.HEVC. MPEG та VCEG створили спільну групу, Joint Collaborative Team on Video Coding (JCT-VC; укр. Об’єднана група з відеокодування), для розробки HEVC. Як стверджується, новий стандарт дозволить покращити якість відео та зменшити удвічі бітрейт при тій же якості для H.264/MPEG-4 AVC. Затверджений МСЕ кодек підтримує роздільну здатність 7680x4320 (8K), як зазначається, для перегляду відео, закодованого в HEVC мережеве з'єднання має бути як мінімум 20-30 Мбіт/сек.
Чорновий варіант H.265 був запропонований експертами в серпні 2012 року. Очікується, що стандарт стане популярним у найближчі декілька років. Низка компаній, що виробляють побутову електроніку на початок 2013 року вже мають продукти, які підтримують HEVC.
Головним суперником HEVC наразі є AOMedia Video 1, який активно розробляється такими гігантами як Google, Mozilla, Microsoft та іншими. Але на відміну від HEVC, який існує вже кілька років, AOMedia Video 1, станом на липень 2017 року лише у розробці.